# 塔西甫拉提·特依拜
塔西甫拉提·特依拜（維吾爾語：تاشپولات تېيىپ‎，拉丁维文：Tashpolat Téyip，1958年12月25日—），新疆伊宁市人，中华人民共和国维吾尔族地理学家，曾任新疆大学校长。

## 生平
1976年，塔西甫拉提·特依拜高中畢業，和五十幾個維吾爾族、漢族同學一起下鄉種地。下鄉第二年，他如願成為拖拉機手。拖拉機手每天凌晨3點到9點上班。因此特依拜白天有時間繼續學習。他下鄉工作半年，獲發90元人民幣工資，花了60元買一本《維漢詞典》，每天自學50個漢字，以及漢語讀寫。所以特依拜1978年回城的時候，已能操流利漢語，和漢人交流沒有障礙。
1978年，特依拜考入新疆大学地理系。1983年毕业后留校任教。1985年獲國家選派留學，赴日本东京理科大学遥感应用研究所攻讀遙感技術應用專業。1992年获工学博士学位，是中华人民共和国第一位维吾尔族工学博士。此后回母校新疆大学任教，并担任地理系主任。1994年特依拜晉升教授。1996年出任新疆大学副校长。2001年6月，中国科学技术协会第六次全国代表大会召开，并选举其出任第六届全国委员会常务委员。2004年成為享受國務院特殊津貼專家。2010年12月升任新疆大学校长。
塔西甫拉提·特依拜是法国巴黎高等研究应用学院名誉博士（2008年）、吉尔吉斯斯坦比什凯克人文大学名誉教授（2015年）、吉尔吉斯斯坦贾拉拉巴德国立大学名誉教授（2016年）。
2017年3月31日下午，新疆大學召開幹部大會，傳達新疆自治區黨委及政府關於新疆大學黨政領導任免決定。區黨委組織部幹部一處處長郭濤宣讀任免決定。塔西甫拉提·特依拜不再擔任新疆大學黨委副書記、常委、委員、校長，由衛利·巴拉提接任。2017年5月，准备赴德国参加会议的特依拜在北京首都国际机场被抓。此后被秘密囚禁。2018年，他因「分裂国家罪」被判处死刑缓期2年执行。2019年12月27日，中华人民共和国外交部指塔西甫拉提·特依拜因涉嫌貪腐遭受調查，案件仍在審訊中，否認他被判死刑。